# (455) Bruchsalia
Bruchsalia és l'asteroide número 455, que es troba al cinturó d'asteroides. Fou descobert pels astrònoms Max Wolf i Friedrich Karl Arnold Schwassmann, el 22 de maig del 1900.